# ريكاردو مونتوليفو
ريكاردو مونتوليفو (بالإيطالية: Riccardo Montolivo)‏، لاعب كرة قدم إيطالي سابق. من مواليد 18 يناير 1985 في كارافادجو بمقاطعة بيرغامو. كان يُجيد اللعب في خانة الوسط المحوري، سبق له أن مثّل المنتخب الإيطالي في العديد من المحافل الدولية، وقد اعتزل كرة القدم عام 2019.

## مسيرته الكروية

### أتالانتا
بدأ مشواره الكروي مع فريق أتالانتا الناشئين عام 1992 وقد تدرج في الفئات السنية حتى أصبح في الفريق الأول عام 2003 وواصل مع الفريق حتى عام 2005 ثم انتقل إلى نادي فيورنتينا.

### فيورنتينا
بعد توقيعه لنادي فيورنتينا أثبت مونتوليفو نفسه مع الفريق كلاعب أساسي ونظراً لتألقه في تلك الفترة تم استدعائه لتمثيل المنتخب الإيطالي، لعب مع الفريق حتى عام 2012 وبعدها انتقل للميلان.

### إيه سي ميلان
انتقل ريكاردو مونتوليفو إلى الميلان بصفقة انتقال حرة وقد تنافس على ضمه العديد من الأندية الأوروبية الكبيرة ومن أول موسم تمكن نجم خط الوسط ريكاردو من كسب مكانه الأساسي في الفريق حتى انه أصبح بعد ذلك قائدا للفريق، وقد كان من أهم الاعبين في خط الوسط لفريق الميلان حيث كان يتميز باللعب الهادئ والأنيق ودقة التمريرات، اختتم مشواره الكروي مع ميلان عام 2019.

## مسيرته الدولية
شارك مونتوليفو مع المنتخب الإيطالي في عدة محافل دولية كبرى في كأس القارات 2009 وكأس القارات 2013 وكأس العالم 2010 وكذلك في بطولة أمم أوروبا 2012 حيث قدم الاعب مستوى كبير ومتميز في تلك البطولة حيث وصل مع منتخب بلاده إلى المباراة النهائية ولكن لسوء الحظ فقد حل وصيفاً بعد الخسارة أمام المنتخب الإسباني.

## الإنجازات
النادي
 ميلان
- كأس السوبر الإيطالي (1): 2016

دولية
 إيطاليا
- بطولة أمم أوروبا الوصيف: 2012
- كأس القارات الميدالية البرونزية: 2013

## روابط خارجية
- ريكاردو مونتوليفو على موقع الاتحاد الدولي (مؤرشف)  (الإنجليزية)
- ريكاردو مونتوليفو على موقع الاتحاد الأوربي (الإنجليزية)
- ريكاردو مونتوليفو على موقع قاعدة بيانات كرة القدم.إي يو (الإنجليزية)
- ريكاردو مونتوليفو على موقع بيانات كرة القدم. دي إي (الألمانية)
- ريكاردو مونتوليفو على موقع ليكيب (الفرنسية)
- ريكاردو مونتوليفو على موقع ناشيونال فوتبول تيمز (الإنجليزية)
- ريكاردو مونتوليفو على موقع Soccerway.com (الإنجليزية)
- ريكاردو مونتوليفو على موقع عالم كرة القدم.نت (الإنجليزية)
- ريكاردو مونتوليفو على موقع أوليمبيديا (الإنجليزية)
- ريكاردو مونتوليفو على موقع AS.com (الإسبانية)